# Odile Sorel
Pas d'image ? Cliquez ici

a Compétitions nationales et continentales officielles uniquement.

b Matchs officiels uniquement.
Odile Autret-Sorel, née le 6 mai 1973 est une joueuse internationale française de rugby à XV évoluant au poste de talonneur. Elle a joué en club avec le Caen Rugby Club devenu par la suite l'Ovalie caennaise. Elle fait partie des joueuses, avec Estelle Sartini et Stéphanie Provost, à avoir participé à la création de l'équipe féminine du Caen Rugby Club qui est devenue triple championne de France en 1999, 2000 et 2002 et double vice-championne de France en 2001 et 2003. Internationale et capitaine de l'équipe de France, elle participe à plusieurs Coupes du monde et Tournois des Cinq Nations.